# Defekt tal
Defekt tal, omättat tal eller fattigt tal är inom talteorin ett heltal n, för vilket summan av alla positiva delare, inklusive n självt, betecknat σ(n), är mindre än 2n. Värdet 2n - σ(n) kallas ibland n:s defekthet. Om σ(n) för det defekta talet är 2n - 1 kallas det även ett nästan-perfekt tal. De tal som inte är defekta kallas ymniga.
Defekta tal introducerades först av Nicomachus i boken Introductio Arithmetica omkring år 100.
De första defekta talen är:
1, 2, 3, 4, 5, 7, 8, 9, 10, 11, 13, 14, 15, 16, 17, 19, 21, 22, 23, 25, 26, 27, 29, 31, 32, 33, 34, 35, 37, 38, 39, 41, 43, 44, 45, 46, 47, 49, 50, 51, 52, 53, 55, 57, 58, 59, 61, 62, 63, 64, 65, 67, 68, 69, 71, 73, 74, 75, 76, 77, 79, 81, 82, 83, 85, 86, … (talföljd A005100 i OEIS)

## Egenskaper
- Ett oändligt antal jämna och udda defekta tal existerar. Till exempel är alla primtal, primtalspotenser och alla äkta delare till defekta tal eller perfekta tal defekta.
- Alla udda tal med en eller två olika primtalsfaktorer är defekt.
- För tillräckligt stora n finns det åtminstone ett defekt tal i intervallet {\displaystyle [n,n+(\log n)^{2}]}.